# Giulio Cesare Tassoni
Pour les articles homonymes, voir Tassoni.
Giulio Cesare Tassoni (Montecchio Emilia, 27 février 1859 - Rome, 10 octobre 1942) était un général et homme politique italien, sénateur du royaume d'Italie et gouverneur de la Tripolitaine italienne.

## Biographie
Giulio Cesare Tassoni est né dans une famille noble à Montecchio Emilia, une ville de la province de Reggio d'Émilie qui, à l'époque de sa naissance, était encore soumise au gouvernement du duché de Modène et Reggio.
Dédié à une carrière militaire dès son plus jeune âge, il devient professeur d'histoire militaire peu après avoir obtenu son diplôme, est promu colonel (colonnello) en 1902 et obtient le commandement du 4e régiment de Bersaglieri. Promu au rang de général de division (maggior generale) en 1909, il prend le commandement de la brigade "Umbria", puis de la très prestigieuse brigade "Granatieri di Sardegna".
Il participe ensuite à la guerre italo-turque, où il obtient la croix d'officier de l'ordre du Mérite de Savoie. Il obtient le commandement de la 4e division spéciale "Derna", également en Libye, et dirige en 1913 les opérations qui mènent à l'occupation du plateau de la Cyrénaïque et est promu sur le terrain au grade de lieutenant général (tenente generale) pour mérites de guerre.
Après avoir commandé la division de Milan pendant une courte période, il retourne en Cyrénaïque au début de l'année 1915 en tant que gouverneur de la Tripolitaine, où il ne reste que peu de temps et retourne en Italie la même année au début de la Première Guerre mondiale, où il reçoit le commandement de la division Bersaglieri, puis du 4e corps d'armée, des troupes de la "Carnia", de la 5e division provisoire et de la 7e armée (dans laquelle il a sous ses ordres l'as de l'aviation Lelio Gaviglio), ce qui lui vaut une médaille d'argent de la valeur militaire et la croix de grand officier de l'ordre militaire de Savoie.
En 1919, il est nommé sénateur et se retire ensuite de sa carrière militaire. Le roi Victor Emmanuel III lui accorde le titre de comte motu proprio en 1926. Il est mort à Rome le 10 octobre 1942.

### Carrière militaire
- Sous-lieutenant (Sottotenente): 28 août 1878
- Lieutenant (Tenente): 12 juin 1881
- Capitaine (Capitano): 11 octobre 1885
- Major (Maggiore): 17 juillet 1893
- Lieutenant-colonel (Tenente colonnello): 9 décembre 1897
- Colonel (Colonnello): 19 juin 1902
- Général de division (Maggiore generale): 4 février 1909
- Lieutenant général (Tenente generale): 22 juin 1913

### Fonctions politiques et administratives
- Sous-secrétaire d'État au ministère de la Guerre (24 mars-15 octobre 1914)
- Gouverneur de la Tripolitaine (9 février-15 juillet 1915).

### Fonctions et titres
- Professeur à l'école de guerre (2 juillet 1896)
- Directeur général du ministère de la Guerre (2 octobre 1913)
- Membre du Conseil de l'Ordre militaire de Savoie (25 janvier 1914) (4 février 1915)
- Commandant d'armée (en guerre) (21 novembre 1918)
- Membre de la Société italienne de géographie (1920)

### Commissions sénatoriales
- Membre de la Commission des finances (30 mai 1924-21 janvier 1929)
- Membre de la Commission d'examen du projet de loi "Suppression de l'âge requis pour le mariage des officiers de l'armée royale" (5 juin 1929)
- Membre de la Commission des travaux publics et des communications (17 avril 1939-10 octobre 1942)

## Décorations

### Distinctions italiennes
- Croix d'Officier de l'Ordre du Mérite de Savoie
 - Chevalier de Grand-croix décoré du Grand Cordon de l'Ordre des Saints-Maurice-et-Lazare
 - Chevalier de Grand-croix décoré du Grand Cordon de l'Ordre de la Couronne d'Italie
 - Grand Officier de l'Ordre colonial de l'Étoile d'Italie
 - Officier de l'Ordre militaire de Savoie - 16 mars 1913
 - Commandeur de l'Ordre militaire de Savoie - 9 avril 1914
 - Grand officier de l'Ordre militaire de Savoie - 24 mai 1919
 - Médaille d'argent de la valeur militaire
 - Croix du Mérite de guerre
 - Médaille commémorative des campagnes de Libye
 - Médaille commémorative de la guerre italo-autrichienne 1915-1918 (campagne de 4 ans)
 - Médaille commémorative de l'Unité italienne
 - Médaille italienne de la Victoire interalliée

### Distinctions étrangères
- Chevalier de Grand-croix de l'Ordre du Bain (Royaume-Uni)
 - Grand Officier de l'Ordre de l'Aigle blanc (Serbie=
 - Officier de l'Ordre national de la Légion d'honneur (France)

## Source
- (it) Cet article est partiellement ou en totalité issu de l’article de Wikipédia en italien intitulé « Giulio Cesare Tassoni » (voir la liste des auteurs).